# Стефан Терзиев (офицер)
Стефан Тачев Терзиев е български офицер, доцент и полковник.

## Биография
Стефан Терзиев е роден на 8 януари 1898 г. в Пловдив. През 1919 г. завършва Военното училище в София, а през 1932 г. и Военната академия. Служи в четвърта жандармерийска конна група. От 1923 г. е в първи п. артилерийски отдел. С министерска заповед 64 от 1930 г. е назначен за батареен командир в първи армейски артилерийски полк. Същата година става батареен командир в осми дивизионен артилерийски полк. През 1933 г. е зачислен към щаба на четвърта пехотна дивизия. От 1935 г. последователно е офицер за поръчки в осма и седма пехотни дивизии. Между 1936 и 1938 г. е военно аташе в Будапеща. От 1939 г. е началник на секция в Щаба на войската. На следващата година е назначен за временен началник-щаб на десета пехотна беломорска дивизия. От 1941 г. е началник-щаб на четвърта пехотна преславска дивизия, а от 1944 г. и на втора българска армия. През 1945 г. е назначен за командир на втора пехотна тракийска дивизия. Уволнен е през 1947 г. от армията. Преподава във военната катедра при Медицинската академия в Пловдив. Награждаван е с орден „За храброст“, IV степен, 1 клас и орден „Св. Александър“, III степен м.с..

## Военни звания
- Подпоручик (1919)
- Поручик (30 януари 1923)
- Капитан (15 юни 1928)
- Майор (6 май 1935)
- Подполковник (6 май 1939)
- Полковник (3 октомври 1942)